# Лиелварде (станция)
Ли́елварде (латыш. Lielvārde) — железнодорожная станция на электрифицированной железнодорожной линии Рига — Крустпилс, ранее являвшейся частью Риго-Орловской железной дороги. Расположена на территории города Лиелварде — центра Лиелвардского края Латвии. Расстояние от станции Лиелварде до Рижского центрального вокзала составляет 51 км.

## История
Железнодорожная станция Рингмундхоф была открыта в 1861 году вместе с Риго-Динабургской железной дорогой. Первоначальное пассажирское здание станции сильно пострадало во время Первой мировой войны и не восстанавливалось после её завершения.
В 1922 году было возведено новое здание станции, которая стала называться Рембате. Имя Лиелварде станция носит с 1926 года.
Во время Второй мировой войны пассажирское здание вновь было разрушено. Современное здание вокзала построено в 1950 году.

## Описание
Станция является конечной для многих электропоездов данной линии, здесь расположена тяговая подстанция. А также станцию проезжают все поезда кроме международных.